# Sonchus congestus
Sonchus congestus là một loài thực vật có hoa trong họ Cúc. Loài này được Willd. miêu tả khoa học đầu tiên năm 1807.

## Miêu tả

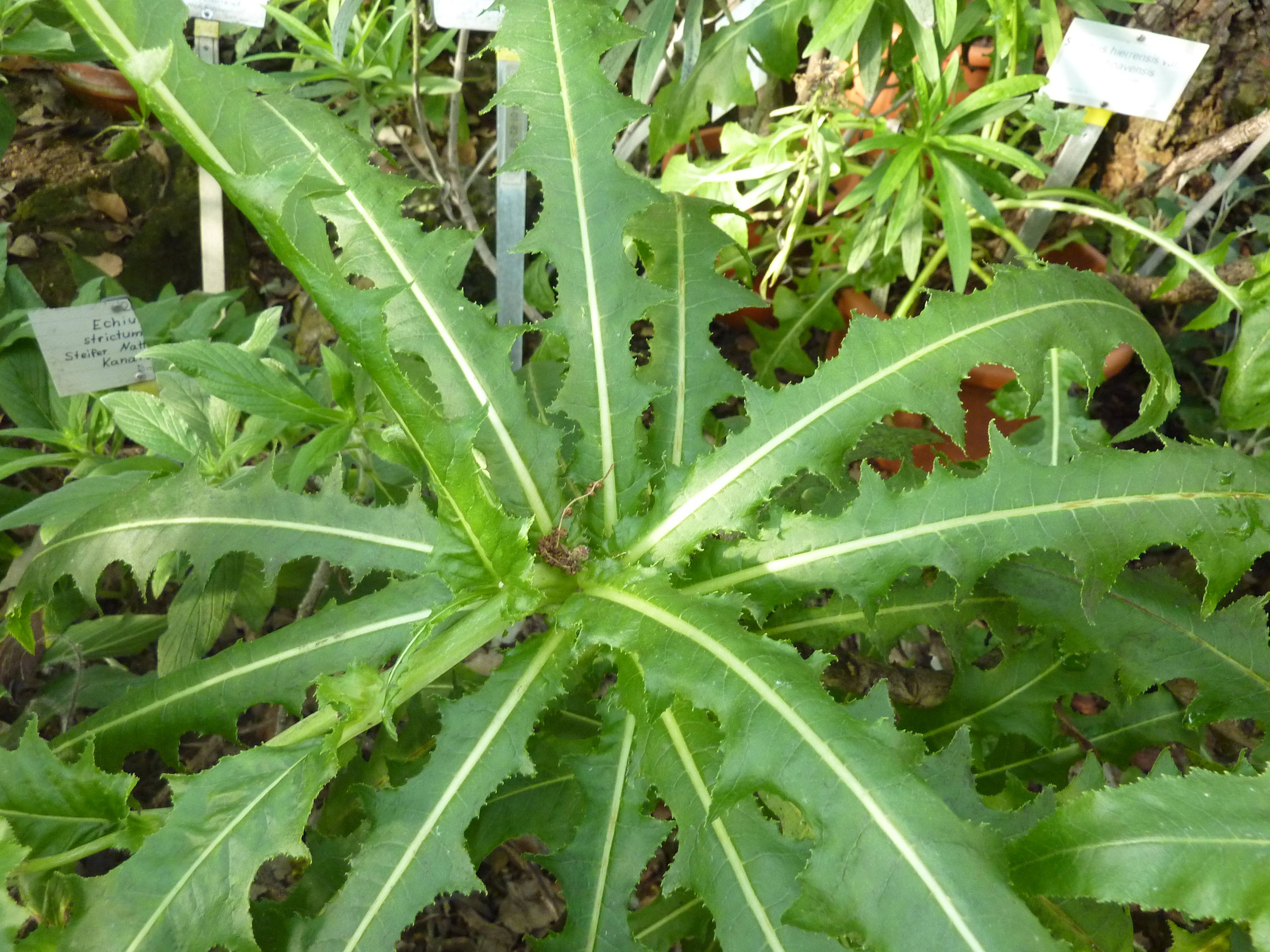
Lá

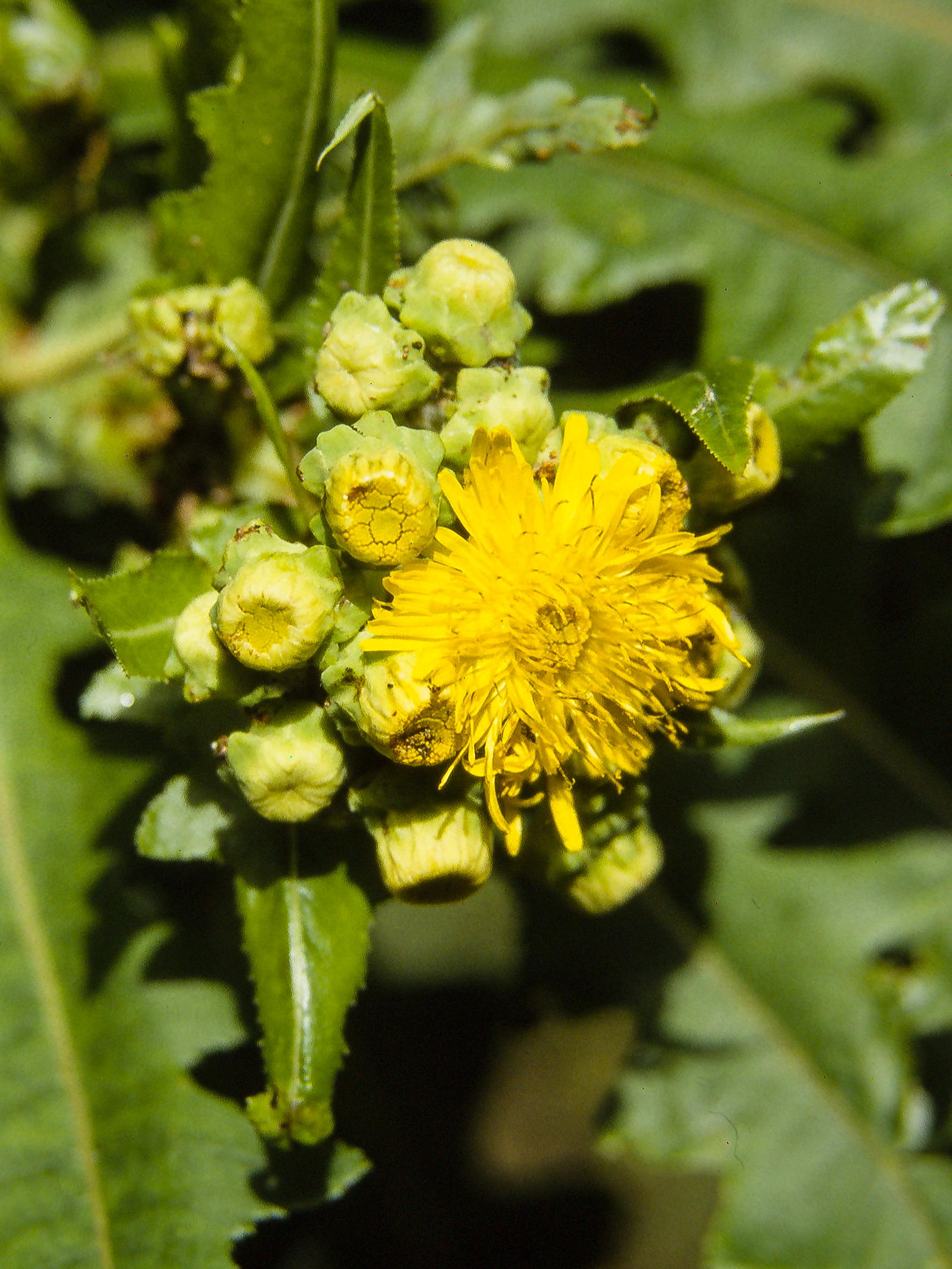
Hoa

Sonchus congestus là một loại cây bụi cao tới 1 m. Lá tạo thành một hoa thị ở đầu thân cây. Lá tương đối nhẵn và có thùy hình tam giác đến tròn dọc theo chiều dài. Đầu hoa lớn, rộng tới 4–5 cm.

## Phân bổ
Sonchus congestus là loài thực vật đặc hữu của quần đảo Canaria. Tại đảo Tenerife, loài này chủ yếu xuất hiện ở các khu vực rừng ẩm thuộc dãy núi Anaga và dọc theo bờ biển phía bắc, ở độ cao từ 100–800 m. Ngoài ra, nó cũng được tìm thấy tại các khu vực trung tâm và phía bắc của đảo Gran Canaria.